# Henrik Dahl
Henrik Dahl, né le 20 février 1960 à Risskov, est un homme politique danois, membre de l'Alliance libérale. Membre du Folketing de 2015 à 2024, il est député européen depuis 2024.

## Biographie
Henrik Dahl est diplômé en sociologie à l'université de Copenhague en 1987, puis obtient un doctorat en 1993 à l'école de commerce de Copenhague.
Au cours de sa vie, il a été membre du Parti populaire socialiste et de la Social-démocratie, et a voté pour Venstre aux élections législatives de 2011, avant de s'engager pour l'Alliance libérale en 2014. C'est sous cette étiquette qu'il est élu au Folketing lors des élections législatives de 2015. Lors de son premier mandat, il est le vice-président de la commission parlementaire sur l'enseignement supérieur et la recherche et, à partir de 2016, le porte-parole de son groupe pour les affaires étrangères.
Lors des élections législatives de 2019, il fait partie des seulement quatre candidats de l'Alliance libérale à remporter un siège, alors que le parti réalise le pire score de son histoire. Il est réélu pour un troisième mandat lors des élections législatives anticipées de novembre 2022.
En juin 2023, il est désigné comme tête de liste de son parti pour les élections européennes de 2024. Lors du scrutin, sa liste remporte 7 % des suffrages et un siège, marquant la première fois que le parti est représenté au Parlement européen. Après son élection, il siège au sein de la commission du marché intérieur et de la protection des consommateurs, ainsi qu'au sein de la commission de l'emploi et des affaires sociales à partir de octobre 2024.